# Amos Beebe Eaton
Pour les articles homonymes, voir Eaton.
Amos Beebe Eaton est un général américain de l'Union. Il est né le 12 mai 1806 à Catskill, dans l'État de New York et est mort le 21 février 1877 à New Haven, dans le Connecticut. Il est inhumé au cimetière Groove Street de New Haven.
Il est le fils de Amos Eaton et de Sally Cady. Il est veuf en premières noces de Elizabeth Selden et époux en secondes noces de Mary Isaacs Jerome.
Le général Eaton sert dans la garde d'honneur lors des funérailles du président Abraham Lincoln en avril 1865.

## Biographie
Amos Eaton sort diplômé de West Point le 1er juillet 1826. Lors de la guerre américano-mexicaine, il sert comme lieutenant dans l'Intendance de l'armée américaine.
En 1861, il est promu lieutenant-colonel et devient assistant de l'intendant général. Sa tâche est d'approvisionner suffisamment le plus grand nombre de troupes pendant la guerre. Pour ce travail, il est promu général de brigade, responsable en chef du bureau des ressources à New York et reste à ce poste toute la durée de la guerre. Il est breveté major-général le 13 mars 1865.
Après le conflit, il retourne dans l'Intendance de l'armée américaine à Washington jusqu'à sa retraite en 1874.